# Rindu Hati (Taba Penanjung)
Rindu Hati is een bestuurslaag in het regentschap Bengkulu Tengah van de provincie Bengkulu, Indonesië. Rindu Hati telt 1070 inwoners (volkstelling 2010).